# Aletis dissoluta
Aletis dissoluta là một loài bướm đêm trong họ Geometridae.